# Mechanik jízdních kol

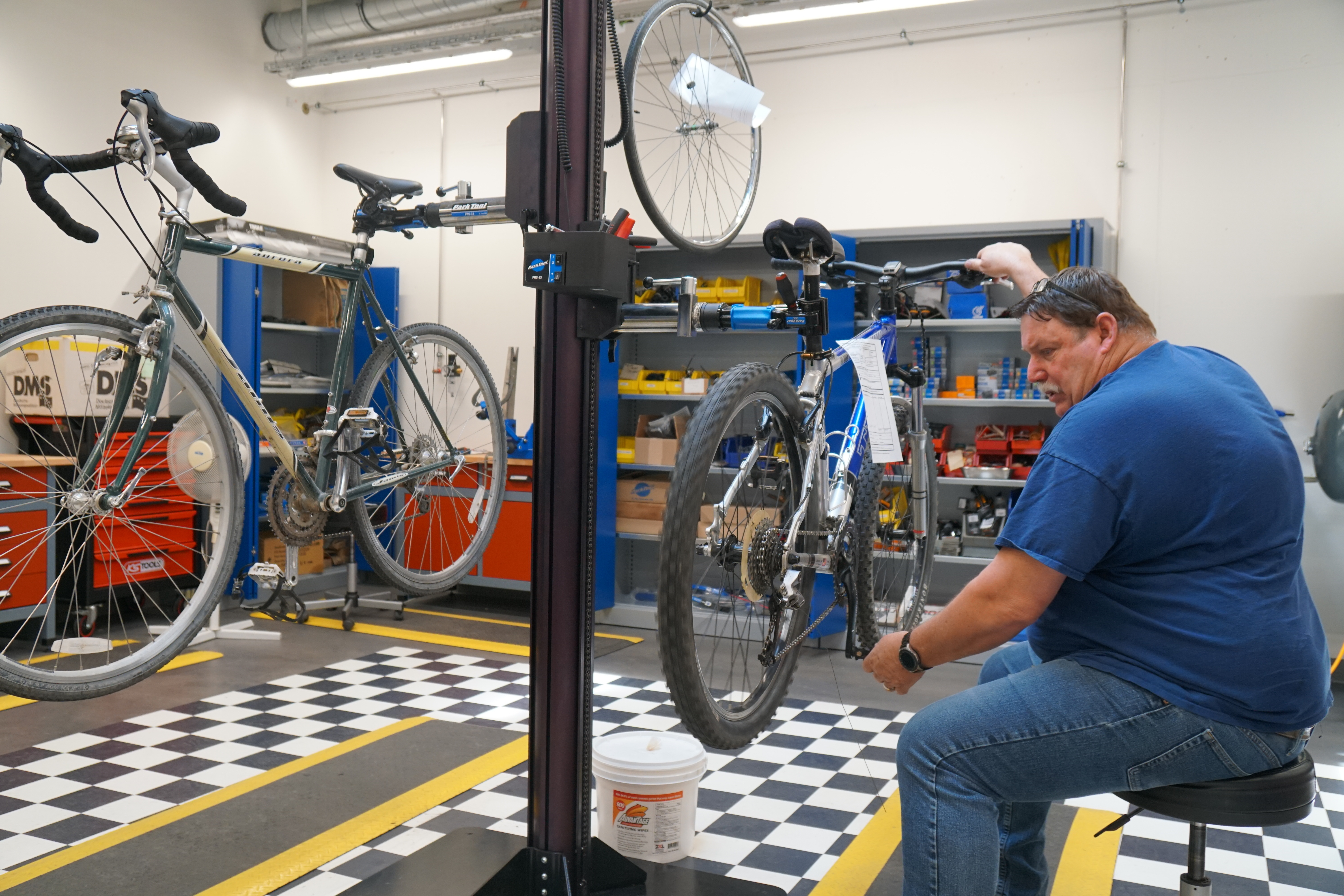
Mechanik opravující kola

Mechanik jízdních kol (někdy také servisní technik kol) je povolání opravářů, kteří se specializují na opravy, sestavování, seřizování a renovace jízdních kol. Svoji práci vykonává v opravně nebo půjčovně kol. Ve světe existují různé způsoby vzdělávání, které na tuto profesi připravují.
Mnoho lidí si svá kola také opravuje doma svépomocí. Existují také komunitní cyklodílny, kde si člověk opraví kolo za asistence mechanika.

## Znalosti
Člověk musí mít pro provádění této profese znalosti o jednotlivých součástkách jízdních kol, orientovat se v aktuálních normách, materiálech a typech kol, vědět jakou kombinaci součástek zvolit při montáži nového kola, umět zjistit důvod závady, a vědět jak ho opravit. S rozvojem a zvyšující se popularitou elektrokol je také žádoucí, aby věděl jak opravit i jejich elektronické součástky.
S rozvíjejícím a měnícím se trhem je nutné své znalosti také doplňovat a aktualizovat. Jízdní kola, stejně jaké jiné dopravní prostředky, se neustále vyvíjí. Velký přísun inovací a novinek přišel na přelomu třetího tisíciletí.

## Definice v Česku
V Česku se povolání oficiálně jmenuje Mechanik/mechanička jízdních kol a je označeno kódem 23-069-H. Učební obor pro výuku těchto znalostí neexistuje.
Dle Národní soustavy kvalifikací se toto povolání dělí na čtyři specializace:
- Mechanik jízdních kol
- Mechanik elektrokol
- Mechanik výroby jízdních kol
- Mechanik pro prodej jízdních kol

Nejnovější specializace Mechanik elektrokol vznikla v roce 2017.